# Bahnhof Hamburg-Harburg
Bahnhof Hamburg-Harburg eller blot Harburg er en jernbanestation i bydelen Harburg i det sydlige Hamborg i Tyskland. 
Stationen betjenes af både S-Bahn, InterCityExpress, InterCity og EuroCity.
Hamburg-Harburg
| Foregående station                                             | | Deutsche Bahn                                                                                 |  | Efterfølgende station                                                                                   |
| -------------------------------------------------------------- | --- | --------------------------------------------------------------------------------------------- |  | --- |
| Hamburg Hbfmod Lübeck Hbf eller Hamburg-Altona                 | | ICE 25 Lübeck / Oldenburg - Hannover - München                                                |  | Hannover Hbfmod München Hbf                                                                             |
| Hamburg Hbfmod Hamburg-Altona                                  | | ICE 31 Hamborg - Hagen - München                                                              |  | Bremen Hbfmod München Hbf                                                                               |
| Hamburg Hbfmod Hamburg-Altona                                  | ICE 42 Hamborg - Düsseldorf - München                                                                     |                                                                                               |  | Bremen Hbfmod München Hbf                                                                               |
| Hamburg Hbfmod Ostseebad Binz, Westerland eller Hamburg-Altona | | IC 26 Binz / Vesterland - Hamborg - Karlsruhe / Koblenz / Passau / Oberstdorf / Berchtesgaden |  | Lüneburgmod Karlsruhe Hbf, Koblenz, Passau Hbf, Oberstdorf, Berchtesgaden Hbf eller Schwarzach-St. Veit |
| Hamburg Hbfmod Ostseebad Binz, Westerland eller Hamburg-Altona | Bremen Hbfmod Karlsruhe Hbf, Koblenz, Passau Hbf, Oberstdorf, Berchtesgaden Hbf eller Schwarzach-St. Veit | IC 26 Binz / Vesterland - Hamborg - Karlsruhe / Koblenz / Passau / Oberstdorf / Berchtesgaden |  | |
| Hamburg Hbfmod Westerland eller Hamburg-Altona                 | | IC/EC 27 Binz / Vesterland / Stettin - Berlin - Brno - Wien / BudapestWesterland-Hamburg      |  | Büchenmod Wien Meidling eller Budapest Keleti pu                                                        |
| Hamburg Hbfmod Westerland eller Hamburg-Altona                 | | IC/EC 30 Vesterland - Hamborg - Mannheim - Stuttgart / Chur                                   |  | Bremen Hbfmod Chur eller Stuttgart Hbf                                                                  |
| Hamburg Hbfmod Hamburg-Altona                                  | | EC 99 Hamborg - Kraków                                                                        |  | Lüneburgmod Kraków Glówny                                                                               |
| Foregående station                                             | | City Night Line                                                                               |  | Efterfølgende station                                                                                   |
| Hamburg Hbfmod Hamburg-Altona                                  | | Komet Hamborg - Zürich/Brig                                                                   |  | Hannover Hbfmod Brig                                                                                    |
| Bremen Hbfmod München Ost                                      | | Pyxis München - Hamborg                                                                       |  | Hamburg Hbfmod Hamburg-Altona                                                                           |
| Foregående station                                             | | EuroNight                                                                                     |  | Efterfølgende station                                                                                   |
| Hamburg Hbfmod Hamburg-Altona                                  | | Hans Albers Hamborg/Köln - WienHamburg                                                        |  | Hannover Hbfmod Wien Hbf                                                                                |